# 居英權計劃
居英權計劃，正式名稱為英國國籍甄選計劃（British Nationality Selection Scheme），是英國政府根據《1990年英國國籍（香港）法令》於1990-96年間在英屬香港推行的一個計劃，給予指定合資格人士擁有英國公民國籍（英國居留權）。

## 背景
1984年，中國國務院總理趙紫陽與英國首相夫人作為兩國政府首腦在北京簽署《中英聯合聲明》，確認1997年香港主權移交，當中英方已表明香港人將不會獲得英國的居留權。但為了安撫人心，英國於1985年制訂《1985年香港法案》，新增了英國國民（海外），於1987年起向港人簽發英國國民（海外）護照，讓港人即使在主權移交後，仍然與英國保持關係。
不過，由於英國國民（海外）身份並不賦予居英權，使不少港人感到失望，遂使香港開始出現了移民潮。在1989年六四事件以後，香港的移民潮更步入高峰；在1989年，估計全年有多於42,000人次移民外地，到1990年，人數更上升至大約62,000人次，而且還有不斷上升的跡象。在這批移民人士中，又以高學歷與高收入人士為主，反映出人才流失的現象。
面對移民潮的問題，時任行政局議員鄧蓮如女男爵就曾在六四事件之後公開懇求英國，不要把英國子民轉讓予「一個毫不猶疑地以坦克和武力鎮壓人民的政權」（A regime that did not hesitate to use its tanks and forces on its own people）。另外，她又曾經與另一位行政局議員李鵬飛一同前往倫敦，代表兩局議員，以道義理由就居英權問題向英國當局進行多番遊說。然而，礙於中國政府施加的壓力和英國政府擔心港人會湧到英國定居，所以一直也不願意給予全港所有英國屬土公民居英權。
最後，在平衡英國與香港人的利益下，英國當局最終在1990年還是同意批准了一個折衷方案，容許部份香港人取得居英權，也就是“居英權計劃”。

## 內容
1990年，時任香港總督衛奕信爵士公佈居英權計劃，提供最高50,000人和他們的家眷名額依照《1990年英國國籍法令(香港)》成為英國公民。根據一九九〇年英國國籍（香港）法，總督可向國務大臣推薦為數達50,000之香港戶主登記為英國公民:1。名額主要給予曾經從事敏感職位的政府公務員，以及對香港有貢獻、對香港前途具重要性的人士，也包括最有能力及動機申請移民的人士。倘若以主要申請人身份申請獲准，配偶和年齡在18歲以下之子女也可申請登記為英國公民:1。居英權擁有人可隨時前往英國定居，而無需在英國居留數年以取得居留權，而持有人的子女可在英國就讀公立中學。如此可令獲得居英權人士安心在香港生活，萬一香港出現問題，則可隨時前往英國，以減輕香港人才及資金的流失問題。從1990年12月1日起，政務處、人民入境事務處辦事處或政府刊物銷售處派發申請表格和詳細指南:2。所有登記程序已於1996年12月31日結束。
當時任職行政署署長的曾蔭權（第2任行政長官），也被委派推廣居英權計劃。後來，透過李鵬飛與鄧蓮如的遊說，英國政府最後亦在1996年同意讓香港的退伍軍人之配偶和遺孀以及無國籍的香港居民取得到居英權。

## 符合申請的要求
根據法案，申請人需要於香港定居及擁有以下任何一項身份：
- 英國屬土公民，憑藉與香港的關係而獲得，或者係透過登記或歸化。
- 英國國民（海外），英國海外公民，英籍人士或受英國保護人士

符合資格人士可分為四類：
- 擁有特殊專業技能的專業人士，一般職業類別，名額36,200[4]:1：例如醫生、教師、工程師、物理治療師、法官、律師、會計師及法醫官；
- 企業家類別，名額500[4]:1：例如董事長、行政總裁、總經理及非執行董事；
- 紀律部隊類別，名額7,000[4]:1：例如皇家警察、消防處、懲教署、海關及人民入境事務處；
- 敏感工作類別，名額6,300[4]:1：例如皇家香港警察政治部、香港軍事服務團及皇家香港輔助空軍。

大部分申請將按一般職業類別提出，各紀律部隊成員應按紀律部隊類別提出申請，至於屬敏感工作類別及企業家類別之人士，將會獲得邀請提出申請:1。
一般在職人士和紀律部隊人士的申請是透過計分方式處理。如申請人擁有英國國籍以外的其他國籍（包括台灣居留權），中華人民共和國國籍除外，不論是自願或非自願取得，將會在申請計分時被扣分（每個額外國籍扣200分），惟擁有其他國籍不會被視為不符合資格。

### 計分準則
居英權計劃的計分準則以800分為滿分，共分為以下七項指標計算分數：
- 年齡（最高為200分）
- 工作經驗（最高為150分）
- 教育程度（同上）
- 特別程況（同上）
- 英語能力（最高為50分）
- 與英國的關係: 如曾在英國接受3年中學或2年大專教育、在英資機構工作 (每服務半年獲1分，最多50分)
- 公共及社會服務（同上）

## 中方反應
中國方面對居英權計劃表示不滿，亦對居英權計劃不予承認，華裔持有人一般仍被視為中國公民。由於中方規定在主權移交後的特區政府，出掌要職的人士均須為沒有外國居留權的中國公民，所以中方不會讓外國公民在主權移交後出任政府要職。

## 現時或曾經擁有英國公民身份之名人

### 1990年英國國籍甄選計劃
- 林鄭月娥（已放棄）、丈夫林兆波及兩個兒子林節思、林約希[8][註 1]
- 葉劉淑儀（已放棄）、丈夫葉文浩 (已故) 及女兒葉榮欣
- 周融
- 黎智英
- 李波
- 林新強
- 梁君彥（已放棄）
- 胡國興（已放棄）
- 余若薇（已放棄）
- 楊哲安（已放棄）

### 服務港英政府五年或以上
- 李家超（已放棄）

### 出生於英國
- 李國寶 (已放棄)

### 世襲
- 李民橋
- 李民斌

### 居留英國五年或以上
- 董建華 (已放棄)
- 李國能 (已放棄)
- 簡炳墀 (放棄後恢復)
- 容永道
- 胡寶星
- 顏亨利

## 註解
1. ↑  雖然林鄭月娥在2007年為了出任發展局局長而放棄居英權，但丈夫及兩個兒子至今未放棄英國護照及居英權[9]。